# Wereldkampioenschap handbal mannen 2011
Het 22e wereldkampioenschap handbal voor mannen vond plaats van 13 januari tot 30 januari 2011 in Zweden. 24 nationale teams spelen in 7 steden om de wereldtitel. Frankrijk verdedigde met succes zijn wereldtitel en plaatste zich daarmee rechtstreeks voor de Olympische Spelen (2012) in Londen.

## Speellocaties
| Malmö              | Göteborg           | Linköping          | Norrköping           |
| ------------------ | ------------------ | ------------------ | -------------------- |
| Malmö Arena        | Scandinavium       | Cloetta Center     | Himmelstalundshallen |
| Capaciteit: 13,000 | Capaciteit: 12,044 | Capaciteit: 8,500  | Capaciteit: 4,300    |
|                    |                    |                    |                      |
| Jönköping          | Skövde             | Kristianstad       | Lund                 |
| Kinnarps Arena     | Arena Skövde       | Kristianstad Arena | FFS Arena            |
| Capaciteit: 7,000  | Capaciteit: 2,500  | Capaciteit: 4,700  | Capaciteit: 3,000    |
|                    |                    |                    |                      |

## Gekwalificeerde teams
Afrika (3)
- Algerije
- Egypte
- Tunesië

Azië (3)
- Bahrein
- Japan
- Zuid-Korea

Zuid-Amerika (3)
- Argentinië
- Brazilië
- Chili

Oceanië (1)
- Australië

Europa (14)
- Oostenrijk
- Kroatië
- Denemarken
- Frankrijk
- Duitsland
- Hongarije
- IJsland
- Noorwegen
- Polen
- Roemenië
- Servië
- Slowakije
- Spanje
- Zweden (Gastland)

## Loting
De loting vond plaats op 9 juli 2010 in het Scandinavium in Göteborg, Zweden.
| Pot 1                                 | Pot 2                                       | Pot 3                                        | Pot 4                                          | Pot 5                                   | Pot 6                                      |
| ------------------------------------- | ------------------------------------------- | -------------------------------------------- | ---------------------------------------------- | --------------------------------------- | ------------------------------------------ |
| - Chili - Bahrein - Japan - Australië | - Egypte - Argentinië - Algerije - Brazilië | - Hongarije - Tunesië - Roemenië - Slowakije | - Servië - Oostenrijk - Duitsland - Zuid-Korea | - Frankrijk - Kroatië - IJsland - Polen | - Denemarken - Spanje - Zweden - Noorwegen |

## Voorronde
|  | Teams geplaatst voor de hoofdronde        |
|  | Teams die spelen om de plaatsen 13 t/m 24 |

### Groep A (Kristianstad/Lund)
| Pos | Team      | Wed | W | G | V | DV  | DT  | DS  | Ptn |
| --- | --------- | --- | - | - | - | --- | --- | --- | --- |
| 1   | Frankrijk | 5   | 4 | 1 | 0 | 159 | 106 | +53 | 9   |
| 2   | Spanje    | 5   | 4 | 1 | 0 | 139 | 110 | +29 | 9   |
| 3   | Duitsland | 5   | 3 | 0 | 2 | 151 | 125 | +26 | 6   |
| 4   | Egypte    | 5   | 1 | 0 | 4 | 115 | 139 | −24 | 2   |
| 5   | Tunesië   | 5   | 1 | 0 | 4 | 114 | 137 | −23 | 2   |
| 6   | Bahrein   | 5   | 1 | 0 | 4 | 105 | 166 | −61 | 2   |

Alle tijden zijn Midden-Europese Tijd (UTC+1)
| 14 januari 2011 18:00 | Frankrijk   | 32 – 19 | Tunesië    | Kristianstad Arena, Kristianstad Toeschouwers: 2.500 Scheidsrechters: Olesen, Pedersen (DEN) |
| 14 januari 2011 18:00 | Karabatić 6 | (15–9)  | Megannem 6 | Kristianstad Arena, Kristianstad Toeschouwers: 2.500 Scheidsrechters: Olesen, Pedersen (DEN) |
| 14 januari 2011 18:00 | 1× 4× 1×    | verslag | 2× 7×      | Kristianstad Arena, Kristianstad Toeschouwers: 2.500 Scheidsrechters: Olesen, Pedersen (DEN) |

| 14 januari 2011 18:15 | Duitsland    | 30 – 25            | Egypte     | Färs och Frosta Sparbank Arena, Lund Toeschouwers: 1.410 Scheidsrechters: Horáček, Novotný (CZE) |
| 14 januari 2011 18:15 | Gensheimer 9 | (15–12)            | El Ahmar 6 | Färs och Frosta Sparbank Arena, Lund Toeschouwers: 1.410 Scheidsrechters: Horáček, Novotný (CZE) |
| 14 januari 2011 18:15 | 3× 2×        | verslag[dode link] | 3× 2×      | Färs och Frosta Sparbank Arena, Lund Toeschouwers: 1.410 Scheidsrechters: Horáček, Novotný (CZE) |

| 14 januari 2011 20:15 | Spanje                       | 33 – 22 | Bahrein | Kristianstad Arena, Kristianstad Scheidsrechters: Menezes, Pinto (BRA) |
| 14 januari 2011 20:15 | Garabaya, Parrondo, García 4 | (16–8)  | Madan 5 | Kristianstad Arena, Kristianstad Scheidsrechters: Menezes, Pinto (BRA) |
| 14 januari 2011 20:15 | 2× 3×                        | verslag | 3× 7×   | Kristianstad Arena, Kristianstad Scheidsrechters: Menezes, Pinto (BRA) |

| 16 januari 2011 16:15 | Bahrein            | 18 – 38 | Duitsland  | Kristianstad Arena, Kristianstad Scheidsrechters: Marina, Minore (ARG) |
| 16 januari 2011 16:15 | Al Sayyad, Madan 4 | (9–20)  | Kaufmann 9 | Kristianstad Arena, Kristianstad Scheidsrechters: Marina, Minore (ARG) |
| 16 januari 2011 16:15 | 2× 5×              | verslag | 3×         | Kristianstad Arena, Kristianstad Scheidsrechters: Marina, Minore (ARG) |

| 16 januari 2011 17:30 | Tunesië        | 18 – 21 | Spanje       | Färs och Frosta Sparbank Arena, Lund Toeschouwers: 1.820 Scheidsrechters: Krstič, Ljubič (SLO) |
| 16 januari 2011 17:30 | Tej, Mgannem 4 | (7–9)   | Entrerríos 5 | Färs och Frosta Sparbank Arena, Lund Toeschouwers: 1.820 Scheidsrechters: Krstič, Ljubič (SLO) |
| 16 januari 2011 17:30 | 3× 5×          | verslag | 3×           | Färs och Frosta Sparbank Arena, Lund Toeschouwers: 1.820 Scheidsrechters: Krstič, Ljubič (SLO) |

| 16 januari 2011 18:45 | Egypte     | 19 – 28 | Frankrijk | Kristianstad Arena, Kristianstad Scheidsrechters: Abrahamsen, Kristiansen (NOR) |
| 16 januari 2011 18:45 | El Ahmar 4 | (8–12)  | Guigou 5  | Kristianstad Arena, Kristianstad Scheidsrechters: Abrahamsen, Kristiansen (NOR) |
| 16 januari 2011 18:45 | 3× 5×      | verslag | 2× 4×     | Kristianstad Arena, Kristianstad Scheidsrechters: Abrahamsen, Kristiansen (NOR) |

| 17 januari 2011 18:30 | Spanje                        | 26 – 24 | Duitsland              | Kristianstad Arena, Kristianstad Toeschouwers: 3.247 Scheidsrechters: Olesen, Pedersen (DEN) |
| 17 januari 2011 18:30 | Aguinagalde, Garcia, Romero 5 | (13–13) | Gensheimer, Glandorf 4 | Kristianstad Arena, Kristianstad Toeschouwers: 3.247 Scheidsrechters: Olesen, Pedersen (DEN) |
| 17 januari 2011 18:30 | 7×                            | verslag | 2× 9× 2×               | Kristianstad Arena, Kristianstad Toeschouwers: 3.247 Scheidsrechters: Olesen, Pedersen (DEN) |

| 17 januari 2011 20:30 | Frankrijk | 41 – 17 | Bahrein     | Färs och Frosta Sparbank Arena, Lund Scheidsrechters: Al-Marzouqi, Al-Nuaimi (UAE) |
| 17 januari 2011 20:30 | Joli 11   | (23–10) | Al Sayyad 3 | Färs och Frosta Sparbank Arena, Lund Scheidsrechters: Al-Marzouqi, Al-Nuaimi (UAE) |
| 17 januari 2011 20:30 | 3×        | verslag | 2× 1×       | Färs och Frosta Sparbank Arena, Lund Scheidsrechters: Al-Marzouqi, Al-Nuaimi (UAE) |

| 17 januari 2011 20:45 | Tunesië   | 23 – 27 | Egypte      | Kristianstad Arena, Kristianstad Toeschouwers: 3.247 Scheidsrechters: Horáček, Novotný (CZE) |
| 17 januari 2011 20:45 | Ayed 7    | (10–11) | El Ahmar 10 | Kristianstad Arena, Kristianstad Toeschouwers: 3.247 Scheidsrechters: Horáček, Novotný (CZE) |
| 17 januari 2011 20:45 | 3× 10× 1× | verslag | 3× 5×       | Kristianstad Arena, Kristianstad Toeschouwers: 3.247 Scheidsrechters: Horáček, Novotný (CZE) |

| 19 januari 2011 18:00 | Bahrein     | 21 – 28 | Tunesië | Färs och Frosta Sparbank Arena, Lund Toeschouwers: 950 Scheidsrechters: Marina, Minore (ARG) |
| 19 januari 2011 18:00 | Al Sayyad 6 | (12–15) | Tej 7   | Färs och Frosta Sparbank Arena, Lund Toeschouwers: 950 Scheidsrechters: Marina, Minore (ARG) |
| 19 januari 2011 18:00 | 3× 5×       | verslag | 4× 5×   | Färs och Frosta Sparbank Arena, Lund Toeschouwers: 950 Scheidsrechters: Marina, Minore (ARG) |

| 19 januari 2011 18:15 | Duitsland | 23 – 30 | Frankrijk   | Kristianstad Arena, Kristianstad Toeschouwers: 4.148 Scheidsrechters: Horáček, Novotný (CZE) |
| 19 januari 2011 18:15 | Kraus 7   | (10–13) | Accambray 5 | Kristianstad Arena, Kristianstad Toeschouwers: 4.148 Scheidsrechters: Horáček, Novotný (CZE) |
| 19 januari 2011 18:15 | 3× 5×     | verslag | 3× 2×       | Kristianstad Arena, Kristianstad Toeschouwers: 4.148 Scheidsrechters: Horáček, Novotný (CZE) |

| 19 januari 2011 20:30 | Spanje  | 31 – 18 | Egypte    | Kristianstad Arena, Kristianstad Toeschouwers: 4.148 Scheidsrechters: Krstič, Ljubič (SLO) |
| 19 januari 2011 20:30 | Rocas 7 | (14–9)  | Mamdouh 5 | Kristianstad Arena, Kristianstad Toeschouwers: 4.148 Scheidsrechters: Krstič, Ljubič (SLO) |
| 19 januari 2011 20:30 | 2× 1×   | verslag | 3× 4× 1×  | Kristianstad Arena, Kristianstad Toeschouwers: 4.148 Scheidsrechters: Krstič, Ljubič (SLO) |

| 20 januari 2011 18:00 | Egypte    | 26 – 27 | Bahrein     | Färs och Frosta Sparbank Arena, Lund Toeschouwers: 750 Scheidsrechters: Karbaschi, Kolahdouzan (IRN) |
| 20 januari 2011 18:00 | Mabrouk 7 | (16–15) | Al Sayyad 9 | Färs och Frosta Sparbank Arena, Lund Toeschouwers: 750 Scheidsrechters: Karbaschi, Kolahdouzan (IRN) |
| 20 januari 2011 18:00 | 3× 4×     | verslag | 3×          | Färs och Frosta Sparbank Arena, Lund Toeschouwers: 750 Scheidsrechters: Karbaschi, Kolahdouzan (IRN) |

| 20 januari 2011 18:30 | Duitsland | 36 – 26 | Tunesië   | Kristianstad Arena, Kristianstad Toeschouwers: 3.885 Scheidsrechters: Baďura, Ondogrecula (SVK) |
| 20 januari 2011 18:30 | Hens 6    | (15–12) | Mgannem 6 | Kristianstad Arena, Kristianstad Toeschouwers: 3.885 Scheidsrechters: Baďura, Ondogrecula (SVK) |
| 20 januari 2011 18:30 | 3×        | verslag | 3× 2× 1×  | Kristianstad Arena, Kristianstad Toeschouwers: 3.885 Scheidsrechters: Baďura, Ondogrecula (SVK) |

| 20 januari 2011 20:45 | Frankrijk | 28 – 28 | Spanje       | Kristianstad Arena, Kristianstad Toeschouwers: 3.885 Scheidsrechters: Olesen, Pedersen (DEN) |
| 20 januari 2011 20:45 | Guigou 6  | (18–13) | Entrerríos 7 | Kristianstad Arena, Kristianstad Toeschouwers: 3.885 Scheidsrechters: Olesen, Pedersen (DEN) |
| 20 januari 2011 20:45 | 4×        | verslag | 3× 4×        | Kristianstad Arena, Kristianstad Toeschouwers: 3.885 Scheidsrechters: Olesen, Pedersen (DEN) |

### Groep B (Norrköping/Linköping)
| Pos | Team       | Wed | W | G | V | DV  | DT  | DS  | Ptn |
| --- | ---------- | --- | - | - | - | --- | --- | --- | --- |
| 1   | IJsland    | 5   | 5 | 0 | 0 | 157 | 119 | +38 | 10  |
| 2   | Hongarije  | 5   | 4 | 0 | 1 | 148 | 133 | +15 | 8   |
| 3   | Noorwegen  | 5   | 3 | 0 | 2 | 139 | 136 | +3  | 6   |
| 4   | Japan      | 5   | 2 | 0 | 3 | 141 | 161 | −20 | 4   |
| 5   | Oostenrijk | 5   | 1 | 0 | 4 | 144 | 148 | −4  | 2   |
| 6   | Brazilië   | 5   | 0 | 0 | 5 | 131 | 163 | −32 | 0   |

Alle tijden zijn Midden-Europese Tijd (UTC+1)
| 14 januari 2011 17:00 | IJsland      | 32 – 26 | Hongarije | Himmelstalundshallen, Norrköping Scheidsrechters: López, Ramírez (ESP) |
| 14 januari 2011 17:00 | Pálmarsson 8 | (14–11) | Mocsai 5  | Himmelstalundshallen, Norrköping Scheidsrechters: López, Ramírez (ESP) |
| 14 januari 2011 17:00 | 3× 4×        | verslag | 3× 5× 1×  | Himmelstalundshallen, Norrköping Scheidsrechters: López, Ramírez (ESP) |

| 14 januari 2011 19:10 | Noorwegen | 35 – 29 | Japan      | Himmelstalundshallen, Norrköping Toeschouwers: 2.753 Scheidsrechters: Mezian, Bachir (ALG) |
| 14 januari 2011 19:10 | Myrhol 9  | (18–13) | Kadoyama 7 | Himmelstalundshallen, Norrköping Toeschouwers: 2.753 Scheidsrechters: Mezian, Bachir (ALG) |
| 14 januari 2011 19:10 | 2× 8×     | verslag | 3× 1×      | Himmelstalundshallen, Norrköping Toeschouwers: 2.753 Scheidsrechters: Mezian, Bachir (ALG) |

| 14 januari 2011 21:30 | Oostenrijk   | 34 – 24 | Brazilië            | Himmelstalundshallen, Norrköping Toeschouwers: 2.753 Scheidsrechters: Geipel, Helbig (GER) |
| 14 januari 2011 21:30 | Wilczynski 9 | (17–13) | Bortolini, Santos 4 | Himmelstalundshallen, Norrköping Toeschouwers: 2.753 Scheidsrechters: Geipel, Helbig (GER) |
| 14 januari 2011 21:30 | 3× 4×        | verslag | 3× 2×               | Himmelstalundshallen, Norrköping Toeschouwers: 2.753 Scheidsrechters: Geipel, Helbig (GER) |

| 15 januari 2011 16:30 | Hongarije                         | 26 – 23 | Noorwegen  | Himmelstalundshallen, Norrköping Scheidsrechters: Geipel, Helbig (GER) |
| 15 januari 2011 16:30 | Ilyés, G. Iváncsik, T. Iváncsik 5 | (14–16) | Kjelling 7 | Himmelstalundshallen, Norrköping Scheidsrechters: Geipel, Helbig (GER) |
| 15 januari 2011 16:30 | 3× 2×                             | verslag | 3× 4×      | Himmelstalundshallen, Norrköping Scheidsrechters: Geipel, Helbig (GER) |

| 15 januari 2011 18:45 | Japan      | 33 – 30 | Oostenrijk | Himmelstalundshallen, Norrköping Scheidsrechters: López, Ramírez (ESP) |
| 15 januari 2011 18:45 | Miyazaki 8 | (18–11) | Szilagyi 8 | Himmelstalundshallen, Norrköping Scheidsrechters: López, Ramírez (ESP) |
| 15 januari 2011 18:45 | 2× 3×      | verslag | 3× 2×      | Himmelstalundshallen, Norrköping Scheidsrechters: López, Ramírez (ESP) |

| 15 januari 2011 21:00 | Brazilië  | 26 – 34 | IJsland       | Himmelstalundshallen, Norrköping Scheidsrechters: Canbro, Claesson (SWE) |
| 15 januari 2011 21:00 | Ribeiro 7 | (12–19) | Sigurðsson 11 | Himmelstalundshallen, Norrköping Scheidsrechters: Canbro, Claesson (SWE) |
| 15 januari 2011 21:00 | 3× 2×     | verslag | 3×            | Himmelstalundshallen, Norrköping Scheidsrechters: Canbro, Claesson (SWE) |

| 17 januari 2011 17:00 | Hongarije   | 36 – 24 | Brazilië    | Cloetta Center, Linköping Scheidsrechters: Nikolić, Stojković (SRB) |
| 17 januari 2011 17:00 | Harsányi 10 | (18–11) | Bortolini 8 | Cloetta Center, Linköping Scheidsrechters: Nikolić, Stojković (SRB) |
| 17 januari 2011 17:00 | 3× 4× 1×    | verslag | 2× 4×       | Cloetta Center, Linköping Scheidsrechters: Nikolić, Stojković (SRB) |

| 17 januari 2011 19:10 | Noorwegen  | 33 – 27 | Oostenrijk | Cloetta Center, Linköping Toeschouwers: 2.700 Scheidsrechters: Canbro, Claesson (SWE) |
| 17 januari 2011 19:10 | Tvedten 10 | (16–11) | Božović 6  | Cloetta Center, Linköping Toeschouwers: 2.700 Scheidsrechters: Canbro, Claesson (SWE) |
| 17 januari 2011 19:10 | 2× 3×      | verslag | 3×         | Cloetta Center, Linköping Toeschouwers: 2.700 Scheidsrechters: Canbro, Claesson (SWE) |

| 17 januari 2011 21:30 | IJsland      | 36 – 22 | Japan      | Cloetta Center, Linköping Scheidsrechters: Coulibaly, Diabaté (CIV) |
| 17 januari 2011 21:30 | Sigurðsson 9 | (22–8)  | Kadoyama 5 | Cloetta Center, Linköping Scheidsrechters: Coulibaly, Diabaté (CIV) |
| 17 januari 2011 21:30 | 3× 7×        | verslag | 2×         | Cloetta Center, Linköping Scheidsrechters: Coulibaly, Diabaté (CIV) |

| 18 januari 2011 17:00 | Japan      | 24 – 28 | Hongarije     | Cloetta Center, Linköping Toeschouwers: 1.800 Scheidsrechters: Canbro, Claesson (SWE) |
| 18 januari 2011 17:00 | Miyazaki 5 | (8–13)  | G. Iváncsik 9 | Cloetta Center, Linköping Toeschouwers: 1.800 Scheidsrechters: Canbro, Claesson (SWE) |
| 18 januari 2011 17:00 | 3×         | verslag | 2× 3× 1×      | Cloetta Center, Linköping Toeschouwers: 1.800 Scheidsrechters: Canbro, Claesson (SWE) |

| 18 januari 2011 19:10 | Noorwegen | 26 – 25 | Brazilië  | Cloetta Center, Linköping Toeschouwers: 2.717 Scheidsrechters: Coulibaly, Diabaté (CIV) |
| 18 januari 2011 19:10 | Myrhol 7  | (13–12) | Pacheco 6 | Cloetta Center, Linköping Toeschouwers: 2.717 Scheidsrechters: Coulibaly, Diabaté (CIV) |
| 18 januari 2011 19:10 | 3× 4×     | verslag | 3× 5×     | Cloetta Center, Linköping Toeschouwers: 2.717 Scheidsrechters: Coulibaly, Diabaté (CIV) |

| 18 januari 2011 21:30 | Oostenrijk | 23 – 26 | IJsland     | Cloetta Center, Linköping Toeschouwers: 2.612 Scheidsrechters: Stark, Ştefan (ROU) |
| 18 januari 2011 21:30 | Weber 8    | (16–11) | Petersson 7 | Cloetta Center, Linköping Toeschouwers: 2.612 Scheidsrechters: Stark, Ştefan (ROU) |
| 18 januari 2011 21:30 | 3× 9× 2×   | verslag | 3× 5×       | Cloetta Center, Linköping Toeschouwers: 2.612 Scheidsrechters: Stark, Ştefan (ROU) |

| 20 januari 2011 17:00 | Brazilië   | 32 – 33 | Japan       | Cloetta Center, Linköping Toeschouwers: 4.252 Scheidsrechters: Stark, Ştefan (ROU) |
| 20 januari 2011 17:00 | Teixeira 8 | (12–13) | Suematsu 12 | Cloetta Center, Linköping Toeschouwers: 4.252 Scheidsrechters: Stark, Ştefan (ROU) |
| 20 januari 2011 17:00 | 3×         | verslag | 2× 3×       | Cloetta Center, Linköping Toeschouwers: 4.252 Scheidsrechters: Stark, Ştefan (ROU) |

| 20 januari 2011 19:10 | IJsland      | 29 – 22 | Noorwegen | Cloetta Center, Linköping Toeschouwers: 5.A446817 Scheidsrechters: Canbro, Claesson (SWE) |
| 20 januari 2011 19:10 | Guðjónsson 7 | (12–12) | Tvedten 7 | Cloetta Center, Linköping Toeschouwers: 5.A446817 Scheidsrechters: Canbro, Claesson (SWE) |
| 20 januari 2011 19:10 | 3× 5×        | verslag | 4× 5×     | Cloetta Center, Linköping Toeschouwers: 5.A446817 Scheidsrechters: Canbro, Claesson (SWE) |

| 20 januari 2011 21:30 | Oostenrijk | 30 – 32 | Hongarije       | Cloetta Center, Linköping Toeschouwers: 2.340 Scheidsrechters: Nikolić, Stojković (SRB) |
| 20 januari 2011 21:30 | Szilágyi 7 | (16–13) | Császár, Törő 5 | Cloetta Center, Linköping Toeschouwers: 2.340 Scheidsrechters: Nikolić, Stojković (SRB) |
| 20 januari 2011 21:30 | 2× 3×      | verslag | 4× 2×           | Cloetta Center, Linköping Toeschouwers: 2.340 Scheidsrechters: Nikolić, Stojković (SRB) |

### Groep C (Malmö/Lund)
| Pos | Team       | Wed | W | G | V | DV  | DT  | DS   | Ptn |
| --- | ---------- | --- | - | - | - | --- | --- | ---- | --- |
| 1   | Denemarken | 5   | 5 | 0 | 0 | 181 | 117 | +64  | 10  |
| 2   | Kroatië    | 5   | 3 | 1 | 1 | 148 | 109 | +39  | 7   |
| 3   | Servië     | 5   | 2 | 1 | 2 | 139 | 139 | 0    | 5   |
| 4   | Algerije   | 5   | 2 | 0 | 3 | 100 | 109 | −9   | 4   |
| 5   | Roemenië   | 5   | 2 | 0 | 3 | 132 | 123 | +9   | 4   |
| 6   | Australië  | 5   | 0 | 0 | 5 | 77  | 180 | −103 | 0   |

Alle tijden zijn Midden-Europese Tijd (UTC+1)
| 14 januari 2011 18:00 | Kroatië  | 27 – 21 | Roemenië  | Malmö Arena, Malmö Scheidsrechters: Lazaar, Reveret (FRA) |
| 14 januari 2011 18:00 | Strlek 8 | (11–13) | Stamate 7 | Malmö Arena, Malmö Scheidsrechters: Lazaar, Reveret (FRA) |
| 14 januari 2011 18:00 | 3× 5×    | verslag | 3× 5×     | Malmö Arena, Malmö Scheidsrechters: Lazaar, Reveret (FRA) |

| 14 januari 2011 20:15 | Denemarken     | 47 – 12 | Australië | Malmö Arena, Malmö Scheidsrechters: Marina, Minore (ARG) |
| 14 januari 2011 20:15 | Christiansen 8 | (21–8)  | Calvert 4 | Malmö Arena, Malmö Scheidsrechters: Marina, Minore (ARG) |
| 14 januari 2011 20:15 | 2×             | verslag | 3× 5×     | Malmö Arena, Malmö Scheidsrechters: Marina, Minore (ARG) |

| 14 januari 2011 20:45 | Servië  | 25 – 24 | Algerije  | Färs och Frosta Sparbank Arena, Lund Toeschouwers: 1.275 Scheidsrechters: Al-Marzouqi, Al-Nuaimi (UAE) |
| 14 januari 2011 20:45 | Vujin 6 | (13–9)  | Berkous 7 | Färs och Frosta Sparbank Arena, Lund Toeschouwers: 1.275 Scheidsrechters: Al-Marzouqi, Al-Nuaimi (UAE) |
| 14 januari 2011 20:45 | 3×      | verslag | 3× 2×     | Färs och Frosta Sparbank Arena, Lund Toeschouwers: 1.275 Scheidsrechters: Al-Marzouqi, Al-Nuaimi (UAE) |

| 16 januari 2011 18:00 | Australië  | 18 – 35 | Servië  | Malmö Arena, Malmö Scheidsrechters: Karbaschi, Kolahdouzan (IRN) |
| 16 januari 2011 18:00 | Fletcher 5 | (8–16)  | Vujin 7 | Malmö Arena, Malmö Scheidsrechters: Karbaschi, Kolahdouzan (IRN) |
| 16 januari 2011 18:00 | 3× 6×      | verslag | 3× 7×   | Malmö Arena, Malmö Scheidsrechters: Karbaschi, Kolahdouzan (IRN) |

| 16 januari 2011 20:00 | Algerije           | 15 – 26 | Kroatië | Färs och Frosta Sparbank Arena, Lund Toeschouwers: 1.943 Scheidsrechters: Menezes, Pinto (BRA) |
| 16 januari 2011 20:00 | Berkous, Boultif 4 | (11–11) | Balić 6 | Färs och Frosta Sparbank Arena, Lund Toeschouwers: 1.943 Scheidsrechters: Menezes, Pinto (BRA) |
| 16 januari 2011 20:00 | 3× 4×              | verslag | 3× 6×   | Färs och Frosta Sparbank Arena, Lund Toeschouwers: 1.943 Scheidsrechters: Menezes, Pinto (BRA) |

| 16 januari 2011 20:15 | Roemenië | 30 – 39 | Denemarken     | Malmö Arena, Malmö Scheidsrechters: Baďura, Ondogrecula (SVK) |
| 16 januari 2011 20:15 | Florea 7 | (16–17) | Christiansen 6 | Malmö Arena, Malmö Scheidsrechters: Baďura, Ondogrecula (SVK) |
| 16 januari 2011 20:15 | 3× 2×    | verslag | 3× 4×          | Malmö Arena, Malmö Scheidsrechters: Baďura, Ondogrecula (SVK) |

| 17 januari 2011 18:00 | Kroatië  | 42 – 15 | Australië                    | Malmö Arena, Malmö Scheidsrechters: Baďura, Ondogrecula (SVK) |
| 17 januari 2011 18:00 | Buntić 7 | (19–9)  | Calvert, Fletcher, Subotic 3 | Malmö Arena, Malmö Scheidsrechters: Baďura, Ondogrecula (SVK) |
| 17 januari 2011 18:00 | 1×       | verslag | 3×                           | Malmö Arena, Malmö Scheidsrechters: Baďura, Ondogrecula (SVK) |

| 17 januari 2011 18:00 | Roemenië  | 14 – 15 | Algerije           | Färs och Frosta Sparbank Arena, Lund Toeschouwers: 920 Scheidsrechters: Abrahamsen, Kristiansen (NOR) |
| 17 januari 2011 18:00 | Ghionea 7 | (10–8)  | Berkous, Boultif 4 | Färs och Frosta Sparbank Arena, Lund Toeschouwers: 920 Scheidsrechters: Abrahamsen, Kristiansen (NOR) |
| 17 januari 2011 18:00 | 2× 4×     | verslag | 2× 5×              | Färs och Frosta Sparbank Arena, Lund Toeschouwers: 920 Scheidsrechters: Abrahamsen, Kristiansen (NOR) |

| 17 januari 2011 20:15 | Denemarken | 35 – 27 | Servië  | Malmö Arena, Malmö Toeschouwers: 8.164 Scheidsrechters: Lazaar, Reveret (FRA) |
| 17 januari 2011 20:15 | Hansen 11  | (16–14) | Vujin 7 | Malmö Arena, Malmö Toeschouwers: 8.164 Scheidsrechters: Lazaar, Reveret (FRA) |
| 17 januari 2011 20:15 | 3× 2×      | verslag | 3× 6×   | Malmö Arena, Malmö Toeschouwers: 8.164 Scheidsrechters: Lazaar, Reveret (FRA) |

| 19 januari 2011 18:00 | Servië     | 24 – 24 | Kroatië | Malmö Arena, Malmö Toeschouwers: 7.269 Scheidsrechters: Abrahamsen, Kristiansen (NOR) |
| 19 januari 2011 18:00 | Nikčević 7 | (13–12) | Vori 8  | Malmö Arena, Malmö Toeschouwers: 7.269 Scheidsrechters: Abrahamsen, Kristiansen (NOR) |
| 19 januari 2011 18:00 | 4×         | verslag | 3× 2×   | Malmö Arena, Malmö Toeschouwers: 7.269 Scheidsrechters: Abrahamsen, Kristiansen (NOR) |

| 19 januari 2011 20:15 | Denemarken            | 26 – 19 | Algerije  | Malmö Arena, Malmö Toeschouwers: 8.830 Scheidsrechters: Karbaschi, Kolahdouzan (IRN) |
| 19 januari 2011 20:15 | Hansen, Svan Hansen 5 | (16–9)  | Boultif 5 | Malmö Arena, Malmö Toeschouwers: 8.830 Scheidsrechters: Karbaschi, Kolahdouzan (IRN) |
| 19 januari 2011 20:15 | 3× 4×                 | verslag | 2× 6×     | Malmö Arena, Malmö Toeschouwers: 8.830 Scheidsrechters: Karbaschi, Kolahdouzan (IRN) |

| 19 januari 2011 20:30 | Australië | 14 – 29 | Roemenië | Färs och Frosta Sparbank Arena, Lund Toeschouwers: 800 Scheidsrechters: Menezes, Pinto (BRA) |
| 19 januari 2011 20:30 | Calvert 7 | (6–14)  | Florea 5 | Färs och Frosta Sparbank Arena, Lund Toeschouwers: 800 Scheidsrechters: Menezes, Pinto (BRA) |
| 19 januari 2011 20:30 | 3× 4×     | verslag | 2× 4×    | Färs och Frosta Sparbank Arena, Lund Toeschouwers: 800 Scheidsrechters: Menezes, Pinto (BRA) |

| 20 januari 2011 18:00 | Algerije               | 27 – 18 | Australië  | Malmö Arena, Malmö Toeschouwers: 4.960 Scheidsrechters: Al-Marzouqi, Al-Nuaimi (UAE) |
| 20 januari 2011 18:00 | Berkous, Ayat, Hamad 5 | (12–11) | Fletcher 6 | Malmö Arena, Malmö Toeschouwers: 4.960 Scheidsrechters: Al-Marzouqi, Al-Nuaimi (UAE) |
| 20 januari 2011 18:00 | 3× 1×                  | verslag | 2×         | Malmö Arena, Malmö Toeschouwers: 4.960 Scheidsrechters: Al-Marzouqi, Al-Nuaimi (UAE) |

| 20 januari 2011 20:15 | Kroatië | 29 – 34 | Denemarken     | Malmö Arena, Malmö Toeschouwers: 11.307 Scheidsrechters: Lazaar, Reveret (FRA) |
| 20 januari 2011 20:15 | Zrnić 8 | (16–15) | Søndergaard 10 | Malmö Arena, Malmö Toeschouwers: 11.307 Scheidsrechters: Lazaar, Reveret (FRA) |
| 20 januari 2011 20:15 | 4×      | verslag | 3×             | Malmö Arena, Malmö Toeschouwers: 11.307 Scheidsrechters: Lazaar, Reveret (FRA) |

| 20 januari 2011 20:30 | Servië | 28 – 38 | Roemenië  | Färs och Frosta Sparbank Arena, Lund Toeschouwers: 860 Scheidsrechters: Krstič, Ljubič (SLO) |
| 20 januari 2011 20:30 | Ilić 6 | (17–20) | Stamate 9 | Färs och Frosta Sparbank Arena, Lund Toeschouwers: 860 Scheidsrechters: Krstič, Ljubič (SLO) |
| 20 januari 2011 20:30 | 3× 4×  | verslag | 2×        | Färs och Frosta Sparbank Arena, Lund Toeschouwers: 860 Scheidsrechters: Krstič, Ljubič (SLO) |

### Groep D (Göteborg)
| Pos | Team       | Wed | W | G | V | DV  | DT  | DS  | Ptn |
| --- | ---------- | --- | - | - | - | --- | --- | --- | --- |
| 1   | Zweden     | 5   | 4 | 0 | 1 | 142 | 112 | +30 | 8   |
| 2   | Polen      | 5   | 4 | 0 | 1 | 143 | 123 | +20 | 8   |
| 3   | Argentinië | 5   | 3 | 1 | 1 | 133 | 114 | +19 | 7   |
| 4   | Zuid-Korea | 5   | 2 | 1 | 2 | 137 | 128 | +9  | 5   |
| 5   | Slowakije  | 5   | 0 | 1 | 4 | 128 | 156 | −28 | 1   |
| 6   | Chili      | 5   | 0 | 1 | 4 | 117 | 167 | −50 | 1   |

Alle tijden zijn Midden-Europese Tijd (UTC+1)
| 13 januari 2011 20:15 | Zweden     | 28 – 18 | Chili   | Scandinavium, Göteborg Toeschouwers: 10.368 Scheidsrechters: Nikolić, Stojković (SRB) |
| 13 januari 2011 20:15 | Du Rietz 6 | (15–8)  | Perez 4 | Scandinavium, Göteborg Toeschouwers: 10.368 Scheidsrechters: Nikolić, Stojković (SRB) |
| 13 januari 2011 20:15 | 3× 6×      | verslag | 3× 2×   | Scandinavium, Göteborg Toeschouwers: 10.368 Scheidsrechters: Nikolić, Stojković (SRB) |

| 14 januari 2011 18:15 | Zuid-Korea  | 25 – 25 | Argentinië  | Scandinavium, Göteborg Toeschouwers: 1.733 Scheidsrechters: Stark, Ştefan (ROU) |
| 14 januari 2011 18:15 | Lee J. W. 9 | (14–11) | Fernández 5 | Scandinavium, Göteborg Toeschouwers: 1.733 Scheidsrechters: Stark, Ştefan (ROU) |
| 14 januari 2011 18:15 | 3× 6×       | verslag | 2× 6×       | Scandinavium, Göteborg Toeschouwers: 1.733 Scheidsrechters: Stark, Ştefan (ROU) |

| 14 januari 2011 20:15 | Polen        | 35 – 33 | Slowakije    | Scandinavium, Göteborg Toeschouwers: 2.486 Scheidsrechters: Načevski, Nikolov (MKD) |
| 14 januari 2011 20:15 | Tłuczyński 7 | (15–17) | Stranovský 9 | Scandinavium, Göteborg Toeschouwers: 2.486 Scheidsrechters: Načevski, Nikolov (MKD) |
| 14 januari 2011 20:15 | 3× 6×        | verslag | 3×           | Scandinavium, Göteborg Toeschouwers: 2.486 Scheidsrechters: Načevski, Nikolov (MKD) |

| 15 januari 2011 16:15 | Chili   | 22 – 37 | Zuid-Korea     | Scandinavium, Göteborg Toeschouwers: 7.727 Scheidsrechters: Coulibaly, Diabaté (CIV) |
| 15 januari 2011 16:15 | Perez 8 | (12–15) | Yu Dong Geun 9 | Scandinavium, Göteborg Toeschouwers: 7.727 Scheidsrechters: Coulibaly, Diabaté (CIV) |
| 15 januari 2011 16:15 | 2× 5×   | verslag | 2× 4×          | Scandinavium, Göteborg Toeschouwers: 7.727 Scheidsrechters: Coulibaly, Diabaté (CIV) |

| 15 januari 2011 18:15 | Slowakije | 22 – 38 | Zweden   | Scandinavium, Göteborg Toeschouwers: 11.491 Scheidsrechters: Stark, Ştefan (ROU) |
| 15 januari 2011 18:15 | Kukucka 4 | (14–15) | Ekberg 8 | Scandinavium, Göteborg Toeschouwers: 11.491 Scheidsrechters: Stark, Ştefan (ROU) |
| 15 januari 2011 18:15 | 3× 4×     | verslag | 3× 6×    | Scandinavium, Göteborg Toeschouwers: 11.491 Scheidsrechters: Stark, Ştefan (ROU) |

| 15 januari 2011 20:15 | Argentinië        | 23 – 24 | Polen        | Scandinavium, Göteborg Toeschouwers: 7.996 Scheidsrechters: Nikolić, Stojković (SRB) |
| 15 januari 2011 20:15 | Simonet, Vieyra 6 | (6–11)  | Tłuczyński 5 | Scandinavium, Göteborg Toeschouwers: 7.996 Scheidsrechters: Nikolić, Stojković (SRB) |
| 15 januari 2011 20:15 | 3× 6× 1×          | verslag | 3× 7× 1×     | Scandinavium, Göteborg Toeschouwers: 7.996 Scheidsrechters: Nikolić, Stojković (SRB) |

| 17 januari 2011 16:15 | Slowakije          | 18 – 23 | Argentinië  | Scandinavium, Göteborg Toeschouwers: 3.057 Scheidsrechters: Geipel, Helbig (GER) |
| 17 januari 2011 16:15 | Valo, Straňovský 4 | (9–7)   | Fernández 9 | Scandinavium, Göteborg Toeschouwers: 3.057 Scheidsrechters: Geipel, Helbig (GER) |
| 17 januari 2011 16:15 | 3× 4×              | verslag | 2× 3×       | Scandinavium, Göteborg Toeschouwers: 3.057 Scheidsrechters: Geipel, Helbig (GER) |

| 17 januari 2011 18:15 | Polen                 | 38 – 23 | Chili          | Scandinavium, Göteborg Toeschouwers: 5.535 Scheidsrechters: Mezian, Si Bachir (ALG) |
| 17 januari 2011 18:15 | Jurasik, Tłuczyński 6 | (15–13) | Perez, Muñoz 6 | Scandinavium, Göteborg Toeschouwers: 5.535 Scheidsrechters: Mezian, Si Bachir (ALG) |
| 17 januari 2011 18:15 | 3× 5× 1×              | verslag | 3×             | Scandinavium, Göteborg Toeschouwers: 5.535 Scheidsrechters: Mezian, Si Bachir (ALG) |

| 17 januari 2011 20:15 | Zweden    | 30 – 24 | Zuid-Korea     | Scandinavium, Göteborg Toeschouwers: 8.109 Scheidsrechters: Načevski, Nikolov (MKD) |
| 17 januari 2011 20:15 | Källman 8 | (14–12) | Yu Dong Geun 7 | Scandinavium, Göteborg Toeschouwers: 8.109 Scheidsrechters: Načevski, Nikolov (MKD) |
| 17 januari 2011 20:15 | 4× 11× 1× | verslag | 3× 4×          | Scandinavium, Göteborg Toeschouwers: 8.109 Scheidsrechters: Načevski, Nikolov (MKD) |

| 18 januari 2011 16:15 | Chili    | 29 – 29 | Slowakije | Scandinavium, Göteborg Toeschouwers: 3.112 Scheidsrechters: Načevski, Nikolov (MKD) |
| 18 januari 2011 16:15 | Perez 11 | (15–12) | Šulc 7    | Scandinavium, Göteborg Toeschouwers: 3.112 Scheidsrechters: Načevski, Nikolov (MKD) |
| 18 januari 2011 16:15 | 3× 1×    | verslag | 4× 5×     | Scandinavium, Göteborg Toeschouwers: 3.112 Scheidsrechters: Načevski, Nikolov (MKD) |

| 18 januari 2011 18:15 | Zuid-Korea     | 20 – 25 | Polen              | Scandinavium, Göteborg Toeschouwers: 6.001 Scheidsrechters: Geipel, Helbig (GER) |
| 18 januari 2011 18:15 | Yu Dong Geun 5 | (11–10) | Tkaczyk, Jurecki 5 | Scandinavium, Göteborg Toeschouwers: 6.001 Scheidsrechters: Geipel, Helbig (GER) |
| 18 januari 2011 18:15 | 2× 3×          | verslag | 3× 1×              | Scandinavium, Göteborg Toeschouwers: 6.001 Scheidsrechters: Geipel, Helbig (GER) |

| 18 januari 2011 20:15 | Zweden    | 22 – 27 | Argentinië | Scandinavium, Göteborg Toeschouwers: 9.044 Scheidsrechters: López, Ramírez (ESP) |
| 18 januari 2011 20:15 | Larholm 5 | (10–12) | Pizarro 6  | Scandinavium, Göteborg Toeschouwers: 9.044 Scheidsrechters: López, Ramírez (ESP) |
| 18 januari 2011 20:15 | 3× 2×     | verslag | 4×         | Scandinavium, Göteborg Toeschouwers: 9.044 Scheidsrechters: López, Ramírez (ESP) |

| 20 januari 2011 16:15 | Zuid-Korea                     | 31 – 26 | Slowakije | Scandinavium, Göteborg Toeschouwers: 2.922 Scheidsrechters: López, Ramírez (ESP) |
| 20 januari 2011 16:15 | Jeong Yi Kyeong, Lee Jae Woo 8 | (14–10) | Antl 9    | Scandinavium, Göteborg Toeschouwers: 2.922 Scheidsrechters: López, Ramírez (ESP) |
| 20 januari 2011 16:15 | 2× 4× 1×                       | verslag | 3× 6× 1×  | Scandinavium, Göteborg Toeschouwers: 2.922 Scheidsrechters: López, Ramírez (ESP) |

| 20 januari 2011 18:15 | Argentinië | 35 – 25 | Chili   | Scandinavium, Göteborg Toeschouwers: 7.760 Scheidsrechters: Mezian, Si Bachir (ALG) |
| 20 januari 2011 18:15 | Pizarro 9  | (15–13) | Perez 7 | Scandinavium, Göteborg Toeschouwers: 7.760 Scheidsrechters: Mezian, Si Bachir (ALG) |
| 20 januari 2011 18:15 | 3× 8×      | verslag | 4× 1×   | Scandinavium, Göteborg Toeschouwers: 7.760 Scheidsrechters: Mezian, Si Bachir (ALG) |

| 20 januari 2011 20:15 | Polen      | 21 – 24 | Zweden    | Scandinavium, Göteborg Toeschouwers: 11.606 Scheidsrechters: Geipel, Helbig (GER) |
| 20 januari 2011 20:15 | Lijewski 6 | (12–14) | Larholm 5 | Scandinavium, Göteborg Toeschouwers: 11.606 Scheidsrechters: Geipel, Helbig (GER) |
| 20 januari 2011 20:15 | 2× 4×      | verslag | 3× 5×     | Scandinavium, Göteborg Toeschouwers: 11.606 Scheidsrechters: Geipel, Helbig (GER) |

## Hoofdronde
De onderlinge resultaten uit de voorronde telden mee in voor de hoofdronde.
|  | Teams die zich hebben gekwalificeerd voor de halve finale |
|  | Teams die spelen om plaats 5 t/m 12                       |

### Groep I (Jönköping)
| Pos | Team      | Wed | W | G | V | DV  | DT  | DS  | Ptn |
| --- | --------- | --- | - | - | - | --- | --- | --- | --- |
| 1   | Frankrijk | 5   | 4 | 1 | 0 | 160 | 129 | +31 | 9   |
| 2   | Spanje    | 5   | 4 | 1 | 0 | 148 | 127 | +21 | 9   |
| 3   | IJsland   | 5   | 2 | 0 | 3 | 137 | 141 | −4  | 4   |
| 4   | Hongarije | 5   | 2 | 0 | 3 | 127 | 147 | −20 | 4   |
| 5   | Noorwegen | 5   | 1 | 0 | 4 | 133 | 143 | −10 | 2   |
| 6   | Duitsland | 5   | 1 | 0 | 4 | 124 | 142 | −18 | 2   |

Alle tijden zijn Midden-Europese Tijd (UTC+1)
| 22 januari 2011 16:15 | Spanje   | 32 – 27 | Noorwegen | Kinnarps Arena, Jönköping Toeschouwers: 5.451 Scheidsrechters: Stark, Ştefan (ROU) |
| 22 januari 2011 16:15 | Romero 7 | (15–12) | Myrhol 8  | Kinnarps Arena, Jönköping Toeschouwers: 5.451 Scheidsrechters: Stark, Ştefan (ROU) |
| 22 januari 2011 16:15 | 3× 2×    | verslag | 3×        | Kinnarps Arena, Jönköping Toeschouwers: 5.451 Scheidsrechters: Stark, Ştefan (ROU) |

| 22 januari 2011 18:30 | Duitsland         | 27 – 24 | IJsland     | Kinnarps Arena, Jönköping Toeschouwers: 5.670 Scheidsrechters: Nikolić, Stojković (SRB) |
| 22 januari 2011 18:30 | Preiß, Sprenger 5 | (15–13) | Petersson 7 | Kinnarps Arena, Jönköping Toeschouwers: 5.670 Scheidsrechters: Nikolić, Stojković (SRB) |
| 22 januari 2011 18:30 | 3×                | verslag | 3× 2×       | Kinnarps Arena, Jönköping Toeschouwers: 5.670 Scheidsrechters: Nikolić, Stojković (SRB) |

| 22 januari 2011 20:45 | Frankrijk   | 37 – 24 | Hongarije | Kinnarps Arena, Jönköping Toeschouwers: 2.393 Scheidsrechters: Krstič, Ljubič (SLO) |
| 22 januari 2011 20:45 | Karabatić 7 | (18–13) | Mocsai 7  | Kinnarps Arena, Jönköping Toeschouwers: 2.393 Scheidsrechters: Krstič, Ljubič (SLO) |
| 22 januari 2011 20:45 | 3× 2×       | verslag | 3× 4× 1×  | Kinnarps Arena, Jönköping Toeschouwers: 2.393 Scheidsrechters: Krstič, Ljubič (SLO) |

| 24 januari 2011 16:00 | IJsland     | 24 – 32 | Spanje                 | Kinnarps Arena, Jönköping Toeschouwers: 3.922 Scheidsrechters: Krstič, Ljubič (SLO) |
| 24 januari 2011 16:00 | Petersson 5 | (10–20) | Gurbindo, Entrerrios 6 | Kinnarps Arena, Jönköping Toeschouwers: 3.922 Scheidsrechters: Krstič, Ljubič (SLO) |
| 24 januari 2011 16:00 | 3× 7×       | verslag | 3× 4× 1×               | Kinnarps Arena, Jönköping Toeschouwers: 3.922 Scheidsrechters: Krstič, Ljubič (SLO) |

| 24 januari 2011 18:15 | Hongarije                       | 27 – 25 | Duitsland  | Kinnarps Arena, Jönköping Toeschouwers: 3.963 Scheidsrechters: Olesen, Pedersen (DEN) |
| 24 januari 2011 18:15 | G Iváncsik, T Iváncsik, Perez 5 | (10–12) | Glandorf 5 | Kinnarps Arena, Jönköping Toeschouwers: 3.963 Scheidsrechters: Olesen, Pedersen (DEN) |
| 24 januari 2011 18:15 | 3× 5×                           | verslag | 3× 4×      | Kinnarps Arena, Jönköping Toeschouwers: 3.963 Scheidsrechters: Olesen, Pedersen (DEN) |

| 24 januari 2011 20:30 | Noorwegen | 26 – 31 | Frankrijk                 | Kinnarps Arena, Jönköping Toeschouwers: 3.847 Scheidsrechters: Menezes, Pinto (BRA) |
| 24 januari 2011 20:30 | Hansen 8  | (14–17) | Gille, Accambray, Abalo 5 | Kinnarps Arena, Jönköping Toeschouwers: 3.847 Scheidsrechters: Menezes, Pinto (BRA) |
| 24 januari 2011 20:30 | 3× 5×     | verslag | 2× 1×                     | Kinnarps Arena, Jönköping Toeschouwers: 3.847 Scheidsrechters: Menezes, Pinto (BRA) |

| 25 januari 2011 16:15 | Duitsland | 25 – 35 | Noorwegen | Kinnarps Arena, Jönköping Toeschouwers: 4.205 Scheidsrechters: Stark, Ştefan (ROU) |
| 25 januari 2011 16:15 | Kraus 6   | (13–17) | Tvedten 8 | Kinnarps Arena, Jönköping Toeschouwers: 4.205 Scheidsrechters: Stark, Ştefan (ROU) |
| 25 januari 2011 16:15 | 3× 5×     | verslag | 3× 6×     | Kinnarps Arena, Jönköping Toeschouwers: 4.205 Scheidsrechters: Stark, Ştefan (ROU) |

| 25 januari 2011 18:30 | Spanje   | 30 – 24 | Hongarije | Kinnarps Arena, Jönköping Toeschouwers: 4.236 Scheidsrechters: Canbro, Claesson (SWE) |
| 25 januari 2011 18:30 | Romero 9 | (13–13) | Zubai 5   | Kinnarps Arena, Jönköping Toeschouwers: 4.236 Scheidsrechters: Canbro, Claesson (SWE) |
| 25 januari 2011 18:30 | 3× 2×    | verslag | 3× 5×     | Kinnarps Arena, Jönköping Toeschouwers: 4.236 Scheidsrechters: Canbro, Claesson (SWE) |

| 25 januari 2011 20:15 | Frankrijk   | 34 – 28 | IJsland     | Kinnarps Arena, Jönköping Toeschouwers: 4.258 Scheidsrechters: Načevski, Nikolov (MKD) |
| 25 januari 2011 20:15 | Karabatić 7 | (16–13) | Petersson 6 | Kinnarps Arena, Jönköping Toeschouwers: 4.258 Scheidsrechters: Načevski, Nikolov (MKD) |
| 25 januari 2011 20:15 | 3×          | verslag | 4× 5× 1×    | Kinnarps Arena, Jönköping Toeschouwers: 4.258 Scheidsrechters: Načevski, Nikolov (MKD) |

### Groep II (Malmö/Lund)
| Pos | Team       | Wed | W | G | V | DV  | DT  | DS  | Ptn |
| --- | ---------- | --- | - | - | - | --- | --- | --- | --- |
| 1   | Denemarken | 5   | 5 | 0 | 0 | 155 | 131 | +24 | 10  |
| 2   | Zweden     | 5   | 3 | 0 | 2 | 127 | 124 | +3  | 6   |
| 3   | Kroatië    | 5   | 2 | 1 | 2 | 142 | 129 | +13 | 5   |
| 4   | Polen      | 5   | 2 | 0 | 3 | 123 | 129 | −6  | 4   |
| 5   | Servië     | 5   | 1 | 1 | 3 | 127 | 139 | −12 | 3   |
| 6   | Argentinië | 5   | 1 | 0 | 4 | 117 | 139 | −22 | 2   |

Alle tijden zijn Midden-Europese Tijd (UTC+1)
| 22 januari 2011 18:15 | Kroatië         | 36 – 18 | Argentinië | Färs och Frosta Sparbank Arena, Lund Toeschouwers: 1.050 Scheidsrechters: Baďura, Ondogrecula (SVK) |
| 22 januari 2011 18:15 | Zrnić, Buntić 7 | (19–6)  | Simonet 5  | Färs och Frosta Sparbank Arena, Lund Toeschouwers: 1.050 Scheidsrechters: Baďura, Ondogrecula (SVK) |
| 22 januari 2011 18:15 | 3× 6×           | verslag | 2× 1×      | Färs och Frosta Sparbank Arena, Lund Toeschouwers: 1.050 Scheidsrechters: Baďura, Ondogrecula (SVK) |

| 22 januari 2011 18:15 | Servië   | 24 – 28 | Zweden                    | Malmö Arena, Malmö Toeschouwers: 9.213 Scheidsrechters: Abrahamsen, Kristiansen (NOR) |
| 22 januari 2011 18:15 | Vujin 8  | (13–12) | Ekberg, Ekdahl Du Rietz 6 | Malmö Arena, Malmö Toeschouwers: 9.213 Scheidsrechters: Abrahamsen, Kristiansen (NOR) |
| 22 januari 2011 18:15 | 3× 5× 1× | verslag | 3× 4×                     | Malmö Arena, Malmö Toeschouwers: 9.213 Scheidsrechters: Abrahamsen, Kristiansen (NOR) |

| 22 januari 2011 20:15 | Denemarken | 28 – 27 | Polen                    | Malmö Arena, Malmö Toeschouwers: 11.140 Scheidsrechters: Horáček, Novotný (CZE) |
| 22 januari 2011 20:15 | Lindberg 6 | (15–9)  | Tluczynski, Jurkiewicz 6 | Malmö Arena, Malmö Toeschouwers: 11.140 Scheidsrechters: Horáček, Novotný (CZE) |
| 22 januari 2011 20:15 | 3× 2×      | verslag | 3× 1×                    | Malmö Arena, Malmö Toeschouwers: 11.140 Scheidsrechters: Horáček, Novotný (CZE) |

| 23 januari 2011 18:15 | Zweden  | 29 – 25 | Kroatië | Malmö Arena, Malmö Toeschouwers: 9.551 Scheidsrechters: López, Ramírez (ESP) |
| 23 januari 2011 18:15 | Doder 8 | (14–12) | Zrnić 9 | Malmö Arena, Malmö Toeschouwers: 9.551 Scheidsrechters: López, Ramírez (ESP) |
| 23 januari 2011 18:15 | 3× 7×   | verslag | 3× 4×   | Malmö Arena, Malmö Toeschouwers: 9.551 Scheidsrechters: López, Ramírez (ESP) |

| 23 januari 2011 20:15 | Argentinië            | 24 – 31 | Denemarken | Malmö Arena, Malmö Toeschouwers: 10.924 Scheidsrechters: Coulibaly, Diabaté (CIV) |
| 23 januari 2011 20:15 | Ferro, Vidal, Carou 3 | (12–17) | Hansen 7   | Malmö Arena, Malmö Toeschouwers: 10.924 Scheidsrechters: Coulibaly, Diabaté (CIV) |
| 23 januari 2011 20:15 | 2× 6× 1×              | verslag | 3× 5× 1×   | Malmö Arena, Malmö Toeschouwers: 10.924 Scheidsrechters: Coulibaly, Diabaté (CIV) |

| 23 januari 2011 20:15 | Polen         | 27 – 26 | Servië   | Färs och Frosta Sparbank Arena, Lund Toeschouwers: 1.730 Scheidsrechters: Lazaar, Reveret (FRA) |
| 23 januari 2011 20:15 | Tłuczyński 10 | (10–11) | Vujin 11 | Färs och Frosta Sparbank Arena, Lund Toeschouwers: 1.730 Scheidsrechters: Lazaar, Reveret (FRA) |
| 23 januari 2011 20:15 | 3× 5×         | verslag | 3× 8×    | Färs och Frosta Sparbank Arena, Lund Toeschouwers: 1.730 Scheidsrechters: Lazaar, Reveret (FRA) |

| 25 januari 2011 18:15 | Kroatië  | 28 – 24 | Polen                | Malmö Arena, Malmö Toeschouwers: 8.900 Scheidsrechters: Baďura, Ondogrecula (SVK) |
| 25 januari 2011 18:15 | Buntić 7 | (13–11) | Jaszka, Tłuczyński 4 | Malmö Arena, Malmö Toeschouwers: 8.900 Scheidsrechters: Baďura, Ondogrecula (SVK) |
| 25 januari 2011 18:15 | 2× 8×    | verslag | 3×                   | Malmö Arena, Malmö Toeschouwers: 8.900 Scheidsrechters: Baďura, Ondogrecula (SVK) |

| 25 januari 2011 20:15 | Servië        | 26 – 25 | Argentinië            | Färs och Frosta Sparbank Arena, Lund Toeschouwers: 1.030 Scheidsrechters: Geipel, Helbig (GER) |
| 25 januari 2011 20:15 | Vujin, Ilić 6 | (15–13) | Fernández, Kogovsek 5 | Färs och Frosta Sparbank Arena, Lund Toeschouwers: 1.030 Scheidsrechters: Geipel, Helbig (GER) |
| 25 januari 2011 20:15 | 3× 5× 1×      | verslag | 3× 1×                 | Färs och Frosta Sparbank Arena, Lund Toeschouwers: 1.030 Scheidsrechters: Geipel, Helbig (GER) |

| 25 januari 2011 20:15 | Denemarken     | 27 – 24 | Zweden     | Malmö Arena, Malmö Toeschouwers: 11.587 Scheidsrechters: Abrahamsen, Kristiansen (NOR) |
| 25 januari 2011 20:15 | Christiansen 6 | (17–11) | Du Rietz 5 | Malmö Arena, Malmö Toeschouwers: 11.587 Scheidsrechters: Abrahamsen, Kristiansen (NOR) |
| 25 januari 2011 20:15 | 3× 4×          | verslag | 3×         | Malmö Arena, Malmö Toeschouwers: 11.587 Scheidsrechters: Abrahamsen, Kristiansen (NOR) |

## Plaatsingswedstrijden
| 22 januari 2011 14:00 | Egypte    | 34 – 28 | Japan      | Arena Skövde, Skövde Toeschouwers: 1.634 Scheidsrechters: Menezes, Pinto (BRA) |
| 22 januari 2011 14:00 | Mabrouk 8 | (17–14) | Suematsu 7 | Arena Skövde, Skövde Toeschouwers: 1.634 Scheidsrechters: Menezes, Pinto (BRA) |
| 22 januari 2011 14:00 | 4×        | verslag | 3× 4×      | Arena Skövde, Skövde Toeschouwers: 1.634 Scheidsrechters: Menezes, Pinto (BRA) |

| 22 januari 2011 14:00 | Tunesië   | 25 – 26 | Oostenrijk | Kristianstad Arena, Kristianstad Scheidsrechters: Marina, Minore (ARG) |
| 22 januari 2011 14:00 | Alouini 6 | (14–12) | Weber 6    | Kristianstad Arena, Kristianstad Scheidsrechters: Marina, Minore (ARG) |
| 22 januari 2011 14:00 | 3× 1×     | verslag | 4× 6×      | Kristianstad Arena, Kristianstad Scheidsrechters: Marina, Minore (ARG) |

| 22 januari 2011 16:00 | Australië   | 21 – 29 | Chili           | Malmö Arena, Malmö Toeschouwers: 1.766 Scheidsrechters: Lazaar, Reveret (FRA) |
| 22 januari 2011 16:00 | Parmenter 6 | (6–17)  | Muñoz, Chavez 5 | Malmö Arena, Malmö Toeschouwers: 1.766 Scheidsrechters: Lazaar, Reveret (FRA) |
| 22 januari 2011 16:00 | 3× 7×       | verslag | 3× 8×           | Malmö Arena, Malmö Toeschouwers: 1.766 Scheidsrechters: Lazaar, Reveret (FRA) |

| 22 januari 2011 16:30 | Algerije                              | 24 – 29 (n.V.) | Zuid-Korea     | Arena Skövde, Skövde Toeschouwers: 1.711 Scheidsrechters: Karbaschi, Kolahdouzan (IRN) |
| 22 januari 2011 16:30 | Labane, Hamad, Layadi, Daoud 4        | (12–17)        | Yu Dong Geun 8 | Arena Skövde, Skövde Toeschouwers: 1.711 Scheidsrechters: Karbaschi, Kolahdouzan (IRN) |
| 22 januari 2011 16:30 | 3× 1×                                 | verslag        | 3×             | Arena Skövde, Skövde Toeschouwers: 1.711 Scheidsrechters: Karbaschi, Kolahdouzan (IRN) |
| 22 januari 2011 16:30 | Regulier: 23–23 Verlenging(en): 24–29 |                |                | Arena Skövde, Skövde Toeschouwers: 1.711 Scheidsrechters: Karbaschi, Kolahdouzan (IRN) |

| 22 januari 2011 16:30 | Roemenië           | 33 – 38 | Slowakije | Kristianstad Arena, Kristianstad Toeschouwers: 2.490 Scheidsrechters: Coulibaly, Diabaté (CIV) |
| 22 januari 2011 16:30 | Ghionea, Stamate 8 | (19–22) | Kukučka 7 | Kristianstad Arena, Kristianstad Toeschouwers: 2.490 Scheidsrechters: Coulibaly, Diabaté (CIV) |
| 22 januari 2011 16:30 | 3× 4×              | verslag | 3× 4×     | Kristianstad Arena, Kristianstad Toeschouwers: 2.490 Scheidsrechters: Coulibaly, Diabaté (CIV) |

| 22 januari 2011 20:30 | Bahrein    | 30 – 37 | Brazilië  | FFS Arena, Lund Toeschouwers: 550 Scheidsrechters: López, Ramírez (ESP) |
| 22 januari 2011 20:30 | Almaqabi 6 | (15–17) | Chiuffa 6 | FFS Arena, Lund Toeschouwers: 550 Scheidsrechters: López, Ramírez (ESP) |
| 22 januari 2011 20:30 | 3× 5×      | verslag | 3×        | FFS Arena, Lund Toeschouwers: 550 Scheidsrechters: López, Ramírez (ESP) |

### Wedstrijd voor 23e/24e plaats
| 23 januari 2011 16:00 | Australië  | 23 – 33 | Bahrein | Malmö Arena, Malmö Toeschouwers: 724 Scheidsrechters: Geipel, Helbig (GER) |
| 23 januari 2011 16:00 | Blondell 6 | (11–19) | Merza 7 | Malmö Arena, Malmö Toeschouwers: 724 Scheidsrechters: Geipel, Helbig (GER) |
| 23 januari 2011 16:00 | 2× 3×      | verslag | 2×      | Malmö Arena, Malmö Toeschouwers: 724 Scheidsrechters: Geipel, Helbig (GER) |

### Wedstrijd voor 21e/22e plaats
| 23 januari 2011 18:00 | Chili        | 18 – 28 | Brazilië  | FFS Arena, Lund Toeschouwers: 650 Scheidsrechters: Baďura, Ondogrecula (SVK) |
| 23 januari 2011 18:00 | Feuchtmann 7 | (11–13) | Ribeiro 6 | FFS Arena, Lund Toeschouwers: 650 Scheidsrechters: Baďura, Ondogrecula (SVK) |
| 23 januari 2011 18:00 | 4× 2×        | verslag | 3× 1×     | FFS Arena, Lund Toeschouwers: 650 Scheidsrechters: Baďura, Ondogrecula (SVK) |

### Wedstrijd voor 19e/20e plaats
| 23 januari 2011 14:00 | Tunesië  | 29 – 30 | Roemenië          | Kristianstad Arena, Kristianstad Scheidsrechters: Abrahamsen, Kristiansen (NOR) |
| 23 januari 2011 14:00 | Hedoui 9 | (14–17) | Florea, Stamate 8 | Kristianstad Arena, Kristianstad Scheidsrechters: Abrahamsen, Kristiansen (NOR) |
| 23 januari 2011 14:00 | 4×       | verslag | 3×                | Kristianstad Arena, Kristianstad Scheidsrechters: Abrahamsen, Kristiansen (NOR) |

### Wedstrijd voor 17e/18e plaats
| 23 januari 2011 16:30 | Oostenrijk | 35 – 39 | Slowakije | Kristianstad Arena, Kristianstad Toeschouwers: 1.546 Scheidsrechters: Al-Marzouqi, Al-Nuaimi (UAE) |
| 23 januari 2011 16:30 | Szilágyi 7 | (18–19) | Kopčo 8   | Kristianstad Arena, Kristianstad Toeschouwers: 1.546 Scheidsrechters: Al-Marzouqi, Al-Nuaimi (UAE) |
| 23 januari 2011 16:30 | 3×         | verslag | 3× 1×     | Kristianstad Arena, Kristianstad Toeschouwers: 1.546 Scheidsrechters: Al-Marzouqi, Al-Nuaimi (UAE) |

### Wedstrijd voor 15e/16e plaats
| 24 januari 2011 18:00 | Japan   | 24 – 29 | Algerije  | Arena Skövde, Skövde Toeschouwers: 1.510 Scheidsrechters: Načevski, Nikolov (MKD) |
| 24 januari 2011 18:00 | Kaido 6 | (13–13) | Zouaoui 8 | Arena Skövde, Skövde Toeschouwers: 1.510 Scheidsrechters: Načevski, Nikolov (MKD) |
| 24 januari 2011 18:00 | 3× 1×   | verslag | 2× 3×     | Arena Skövde, Skövde Toeschouwers: 1.510 Scheidsrechters: Načevski, Nikolov (MKD) |

### Wedstrijd voor 13e/14e plaats
| 24 januari 2011 20:30 | Egypte       | 23 – 26 | Zuid-Korea      | Arena Skövde, Skövde Toeschouwers: 1.525 Scheidsrechters: Canbro, Claesson (SWE) |
| 24 januari 2011 20:30 | Abdelwares 6 | (11–12) | Park Jung Geu 7 | Arena Skövde, Skövde Toeschouwers: 1.525 Scheidsrechters: Canbro, Claesson (SWE) |
| 24 januari 2011 20:30 | 3× 5× 1×     | verslag | 3× 4×           | Arena Skövde, Skövde Toeschouwers: 1.525 Scheidsrechters: Canbro, Claesson (SWE) |

### Wedstrijd voor 11e/12e plaats
| 27 januari 2011 18:00 | Duitsland                                    | 40 – 35 (n.2V.) | Argentinië | Kristianstad Arena, Kristianstad Scheidsrechters: Canbro, Claesson (SWE) |
| 27 januari 2011 18:00 | Glandorf, Gensheimer 9                       | (13–12)         | Simonet 7  | Kristianstad Arena, Kristianstad Scheidsrechters: Canbro, Claesson (SWE) |
| 27 januari 2011 18:00 | 3× 13× 2×                                    | verslag         | 3× 8× 1×   | Kristianstad Arena, Kristianstad Scheidsrechters: Canbro, Claesson (SWE) |
| 27 januari 2011 18:00 | Regulier: 27–27 Verlenging(en): 31–31, 40–35 |                 |            | Kristianstad Arena, Kristianstad Scheidsrechters: Canbro, Claesson (SWE) |

### Wedstrijd voor 9e/10e plaats
| 27 januari 2011 20:30 | Noorwegen                             | 32 – 31 (n.V.) | Servië | Kristianstad Arena, Kristianstad Toeschouwers: 2.141 Scheidsrechters: Al-Marzouqi, Al-Nuaimi (UAE) |
| 27 januari 2011 20:30 | Tvedten 9                             | (14–16)        | Ilić 7 | Kristianstad Arena, Kristianstad Toeschouwers: 2.141 Scheidsrechters: Al-Marzouqi, Al-Nuaimi (UAE) |
| 27 januari 2011 20:30 | 3× 1×                                 | verslag        | 3× 4×  | Kristianstad Arena, Kristianstad Toeschouwers: 2.141 Scheidsrechters: Al-Marzouqi, Al-Nuaimi (UAE) |
| 27 januari 2011 20:30 | Regulier: 29–29 Verlenging(en): 32–31 |                |        | Kristianstad Arena, Kristianstad Toeschouwers: 2.141 Scheidsrechters: Al-Marzouqi, Al-Nuaimi (UAE) |

### Wedstrijd voor 7e/8e plaats
| 28 januari 2011 18:00 | Hongarije   | 31 – 28 | Polen     | Kristianstad Arena, Kristianstad Scheidsrechters: Lazaar, Reveret (FRA) |
| 28 januari 2011 18:00 | Iváncsik 11 | (16–14) | Jurecki 6 | Kristianstad Arena, Kristianstad Scheidsrechters: Lazaar, Reveret (FRA) |
| 28 januari 2011 18:00 | 3× 7×       | verslag | 3×        | Kristianstad Arena, Kristianstad Scheidsrechters: Lazaar, Reveret (FRA) |

### Wedstrijd voor 5e/6e plaats
| 28 januari 2011 20:30 | IJsland       | 33 – 34 | Kroatië  | Malmö Arena, Malmö Toeschouwers: 7.436 Scheidsrechters: Stark, Ştefan (ROU) |
| 28 januari 2011 20:30 | Sigurðsson 10 | (16–14) | Buntić 9 | Malmö Arena, Malmö Toeschouwers: 7.436 Scheidsrechters: Stark, Ştefan (ROU) |
| 28 januari 2011 20:30 | 3× 4×         | verslag | 3× 4×    | Malmö Arena, Malmö Toeschouwers: 7.436 Scheidsrechters: Stark, Ştefan (ROU) |

## Eindronde (Kristianstad/Malmö)

### Halve finale
| 28 januari 2011 18:00 | Frankrijk       | 29 – 26 | Zweden    | Malmö Arena, Malmö Toeschouwers: 11.477 Scheidsrechters: Geipel, Helbig (GER) |
| 28 januari 2011 18:00 | Guigou, Gille 8 | (15–12) | Källman 6 | Malmö Arena, Malmö Toeschouwers: 11.477 Scheidsrechters: Geipel, Helbig (GER) |
| 28 januari 2011 18:00 | 3× 4×           | verslag | 4×        | Malmö Arena, Malmö Toeschouwers: 11.477 Scheidsrechters: Geipel, Helbig (GER) |

| 28 januari 2011 20:30 | Denemarken | 28 – 24 | Spanje     | Kristianstad Arena, Kristianstad Toeschouwers: 4.234 Scheidsrechters: Horáček, Novotný (CZE) |
| 28 januari 2011 20:30 | Hansen 9   | (12–12) | Cañellas 6 | Kristianstad Arena, Kristianstad Toeschouwers: 4.234 Scheidsrechters: Horáček, Novotný (CZE) |
| 28 januari 2011 20:30 | 3× 2×      | verslag | 3×         | Kristianstad Arena, Kristianstad Toeschouwers: 4.234 Scheidsrechters: Horáček, Novotný (CZE) |

### Troostfinale
| 30 januari 2011 14:30 | Zweden    | 23 – 24 | Spanje                          | Malmö Arena, Malmö Toeschouwers: 12.145 Scheidsrechters: Krstič, Ljubič (SLO) |
| 30 januari 2011 14:30 | Källman 6 | (11-11) | Aguinagalde, Gurbindo, Romero 4 | Malmö Arena, Malmö Toeschouwers: 12.145 Scheidsrechters: Krstič, Ljubič (SLO) |
| 30 januari 2011 14:30 | 4× 5×     | verslag | 2× 4×                           | Malmö Arena, Malmö Toeschouwers: 12.145 Scheidsrechters: Krstič, Ljubič (SLO) |

### Finale
| 30 januari 2011 17:00 | Frankrijk                             | 37 – 35 (n.V.) | Denemarken | Malmö Arena, Malmö Toeschouwers: 12.462 Scheidsrechters: López, Ramírez (ESP) |
| 30 januari 2011 17:00 | (15–12)                               |                |            | Malmö Arena, Malmö Toeschouwers: 12.462 Scheidsrechters: López, Ramírez (ESP) |
| 30 januari 2011 17:00 |                                       |                |            | Malmö Arena, Malmö Toeschouwers: 12.462 Scheidsrechters: López, Ramírez (ESP) |
| 30 januari 2011 17:00 | Regulier: 31–31 Verlenging(en): 37–35 |                |            | Malmö Arena, Malmö Toeschouwers: 12.462 Scheidsrechters: López, Ramírez (ESP) |

## Eindrangschikking
| Goud   | Frankrijk  |
| Zilver | Denemarken |
| Brons  | Spanje     |
| 4      | Zweden     |
| 5      | Kroatië    |
| 6      | IJsland    |
| 7      | Hongarije  |
| 8      | Polen      |
| 9      | Noorwegen  |
| 10     | Servië     |
| 11     | Duitsland  |
| 12     | Argentinië |
| 13     | Zuid-Korea |
| 14     | Egypte     |
| 15     | Algerije   |
| 16     | Japan      |
| 17     | Slowakije  |
| 18     | Oostenrijk |
| 19     | Roemenië   |
| 20     | Tunesië    |
| 21     | Brazilië   |
| 22     | Chili      |
| 23     | Bahrein    |
| 24     | Australië  |

| 2011 Wereldkampioen mannen · Frankrijk · 4e titel Selectie: Thierry Omeyer, Daouda Karaboué, Jérôme Fernandez, Didier Dinart, Xavier Barachet, Guillaume Gille, Bertand Gille, Nikola Karabatić, Franck Junillon, Luc Abalo, Cédric Sorhaindo, Michaël Guigou, Sébastien Bosquet, Samuel Honrubia, William Accambray en Arnaud Bingo. · Bondscoach: Claude Onesta. |

### All-Star Team
- Keeper:  Thierry Omeyer
- Linkerhoek:  Håvard Tvedten
- Linkeropbouw:  Mikkel Hansen
- Middenopbouw:  Dalibor Doder
- Cirkelloper:  Bertrand Gille
- Rechteropbouw:  Alexander Petersson
- Rechterhoek:  Vedran Zrnić

### Beste speler
- Most Valuable Player:  Nikola Karabatić